# Selīna Zvilna
Selīna Zvilna (24 novembre 2005) è una slittinista lettone.

## Biografia

### Carriera sportiva

#### Stagioni 2019-2022

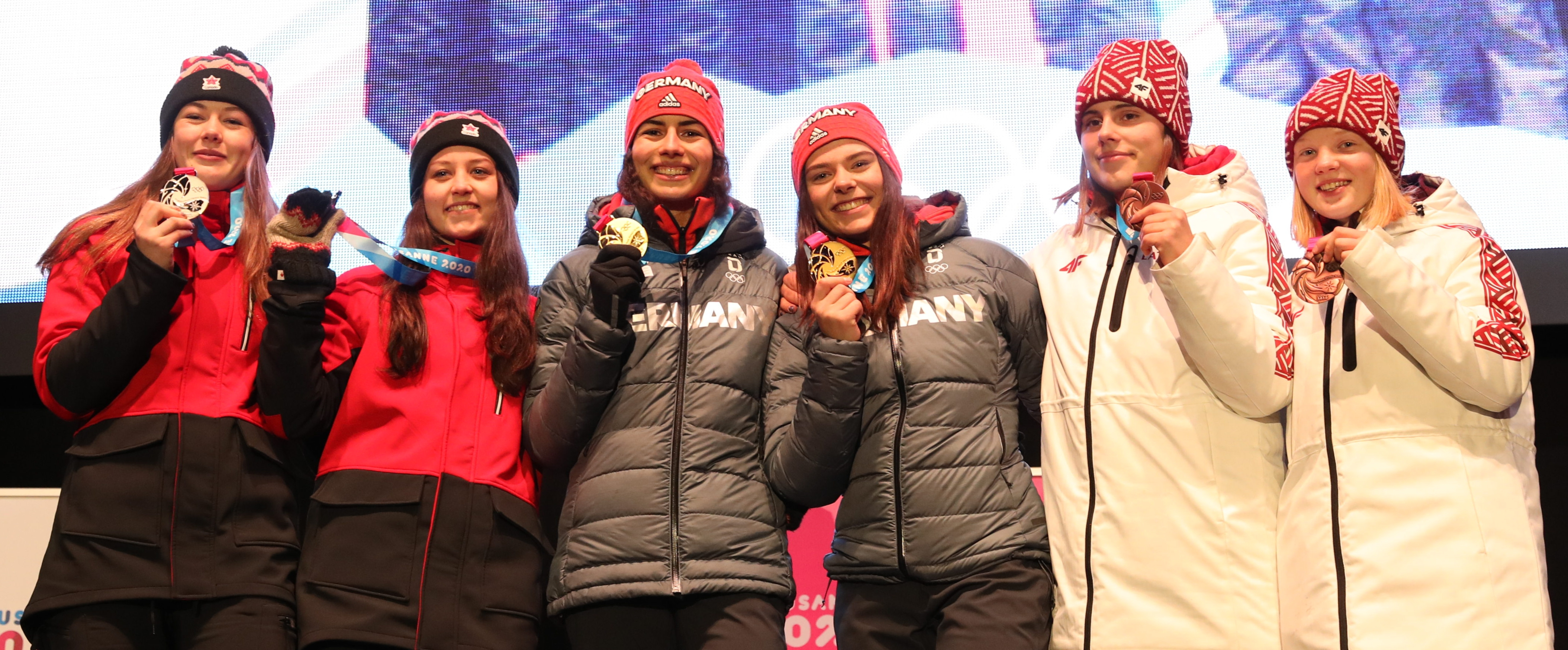
Zvilna (prima da destra) sul podio del doppio ai Giochi olimpici giovanili di.

Iniziò a gareggiare per la nazionale lettone nella categoria giovani nel 2019 nella specialità del doppio femminile in coppia con Viktorija Ziediņa, disciplina quest'ultima introdotta proprio in quella stessa stagione e prevista solo per questa classe di età a seguito dell'inclusione della gara nel programma delle Olimpiadi giovanili, prendendo parte alle ultime tre tappe della Coppa del Mondo di categoria 2018/19 terminata al nono posto; l'annata successiva concluse decima nella graduatoria di Coppa e partecipò ai Giochi olimpici giovanili di Losanna 2020 dove conquistò la medaglia di bronzo nel doppio.
La federazione mondiale, a causa della pandemia di COVID-19, decise di annullare l'intera stagione 2020/21 relativamente alle classi giovani e juniores, conseguentemente la Zvilna non disputò alcuna competizione internazionale in quell'annata. In quella successiva, pur essendo sia lei sia la sua compagna Zvilna nei limiti previsti per poter gareggiare nella categoria giovani, prese il via nella stagione di Coppa juniores, che, limitatamente alla specialità del doppio femminile si disputò con le modalità di "gara nella gara" per atlete di qualsiasi età in quello che fu l'esordio della disciplina nel circuito maggiore; a livello assoluto debuttò nella gara inaugurale di La Plagne il 2 dicembre 2021 non riuscendo a portare a termine la prova, conquistò il primo podio il 17 dicembre 2021 con il secondo posto ad Oberhof ed il 15 gennaio 2022 ottenne la prima vittoria a Bludenz, nella gara che assegnò anche il titolo europeo juniores; al termine della stagione chiuse la classifica generale di Coppa in terza posizione, proprio come in quella relativa alla categoria juniores, ed inoltre conquistò la medaglia di bronzo ai mondiali juniores di Winterberg 2022 e raggiunse il quinto posto nel primo mondiale assoluto della specialità disputato sulla stessa pista tedesca; in quell'annata si misurò anche nella disciplina del singolo, giungendo seconda nella Coppa del Mondo giovani e quindicesima nella rassegna iridata juniores di Winterberg 2022.

#### Stagioni 2023-2025

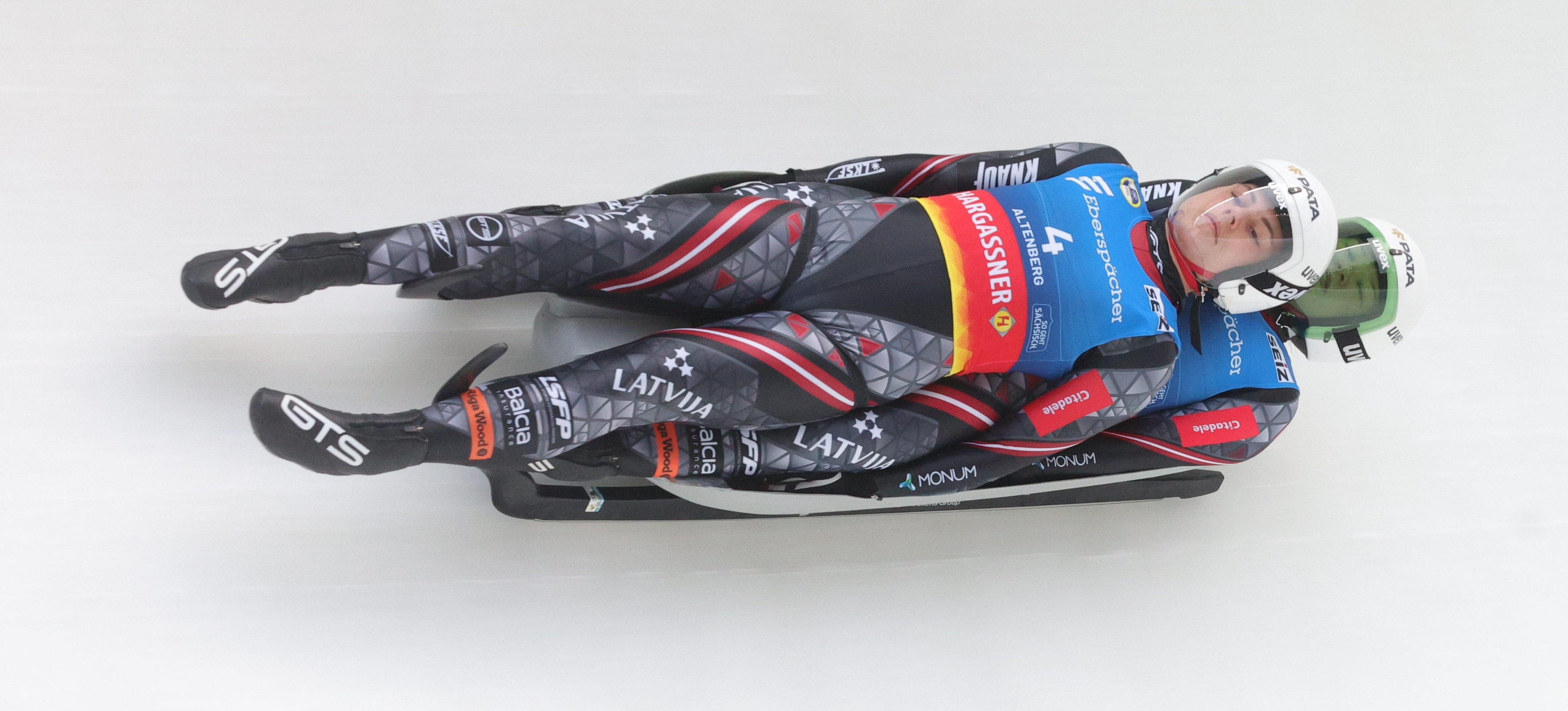
Zvilna (sotto) e Ziediņa in gara durante i mondiali di Altenberg 2024.

Dopo la parentesi avuta nella stagione precedente in cui si confrontò in entrambe le discipline, dal 2022/23 tornò a gareggiare unicamente nel doppio: prese parte alle competizioni juniores, conquistando la vittoria nella classifica di Coppa del Mondo nonché ai mondiali di Bludenz 2023 e giungendo settima agli europei di Altenberg 2023, e dalla seconda metà della stagione anche a quelle assolute, piazzandosi decima nella graduatoria di Coppa, in cui colse il terzo posto nella tappa di Sankt Moritz, ed ai campionati mondiali di Oberhof 2023 fu ottava nella prova sprint e decima in quella classica.
L'annata successiva gareggiò nuovamente sia nella classe junior, dove si piazzò al quinto posto in Coppa del Mondo e conquistò la medaglia d'argento agli europei di Sankt Moritz 2024 ed ai mondiali di Lillehammer 2024, sia in quella maggiore, terminando undicesima in graduatoria di Coppa, nella rassegna continentale di Innsbruck 2024 ottenne la nona piazza ed in quella iridata di Altenberg 2024 concluse in decima posizione nel doppio ed in tredicesima nel doppio sprint. Al termine della stagione si sciolse il sodalizio con la Ziediņa, con quest'ultima che non venne più confermata all'interno della squadra nazionale lettone, e da quella seguente formò un nuovo duo insieme ad Amanda Ogorodņikova; nel 2024/25 gareggiò unicamente a livello juniores ma in entrambe le specialità: chiuse la classifica finale di Coppa in sedicesima posizione nel singolo ed in quarta nel doppio, ai campionati europei di Sigulda 2025 non riuscì a portare a termine la prova nell'individuale e giunse sesta in quella a coppie mentre ai mondiali di Sankt Moritz 2025 colse l'ottava piazza nel singolo e la quinta nel doppio.

## Palmarès

### Mondiali juniores
- 3 medaglie:
  - 1 oro (doppio a Bludenz 2023);
  - 1 argento (doppio a Lillehammer 2024);
  - 1 bronzo (doppio a Winterberg 2022).

### Europei juniores
- 2 medaglie:
  - 1 oro (doppio a Bludenz 2022);
  - 1 argento (doppio a Sankt Moritz 2024).

### Olimpiadi giovanili
- 1 medaglia:
  - 1 bronzo (doppio a Losanna 2020).

### Coppa del Mondo
- Miglior piazzamento in classifica generale di Coppa del Mondo nel doppio: 3ª nel 2021/22.
- 4 podi (tutti nel doppio):
  - 1 vittoria;
  - 2 secondi posti;
  - 1 terzo posto.

#### Coppa del Mondo - vittorie
| Data            | Luogo   | Paese   | Disciplina                   |
| --------------- | ------- | ------- | ---------------------------- |
| 15 gennaio 2022 | Bludenz | Austria | Doppio con Viktorija Ziediņa |

### Coppa del Mondo juniores
- Miglior piazzamento in classifica di Coppa del Mondo juniores nel singolo: 16ª nel 2024/25.
- Vincitrice della Coppa del Mondo juniores nel doppio nel 2022/23.

### Coppa del Mondo giovani
- Miglior piazzamento in classifica di Coppa del Mondo giovani nel singolo: 2ª nel 2021/22.
- Miglior piazzamento in classifica di Coppa del Mondo giovani nel doppio: 9ª nel 2018/19.